# Luca De Aliprandini
Luca De Aliprandini (Cles, 1º settembre 1990) è uno sciatore alpino italiano specialista dello slalom gigante.

## Biografia
Originario di Tuenno, ha esordito in gare riconosciute dalla FIS il 3 dicembre 2005 disputando uno slalom speciale giovanile a San Vigilio di Marebbe. Ha debuttato in Coppa Europa l'11 dicembre 2008 a San Vigilio di Marebbe disputando uno slalom gigante, senza riuscire a concludere la seconda manche. Nella stessa stagione ha ottenuto il suo miglior risultato ai Mondiali juniores, chiudendo al 6º posto in gigante nella rassegna di Garmisch-Partenkirchen.
Il 23 ottobre 2011 ha partecipato alla sua prima gara in Coppa del Mondo, un gigante, sul tracciato austriaco di Sölden. Il 17 febbraio 2012 ha conquistato il primo podio in Coppa Europa, giungendo terzo nel gigante di Oberjoch, alle spalle del francese Mathieu Faivre e dell'austriaco Marcel Mathis. Nel marzo 2013 ha ottenuto il primo successo in Coppa Europa, piazzandosi primo nel gigante disputato a Soldeu, e l'anno dopo ha preso parte ai XXII Giochi olimpici invernali di Soči 2014, classificandosi 11° nello slalom gigante.
Ai successivi XXIII Giochi olimpici invernali di Pyeongchang 2018 non ha completato lo slalom gigante; l'anno dopo ai Mondiali di Åre, suo esordio iridato, è stato 20º nello slalom gigante, mentre a quelli di Cortina d'Ampezzo 2021 ha vinto la medaglia d'argento nello slalom gigante e si è piazzato 5º nello slalom parallelo e 8º nella gara a squadre. Il 20 dicembre 2021 ha conquistato il primo podio in Coppa del Mondo, in Alta Badia in slalom gigante (2º) e ai successivi XXIV Giochi olimpici invernali di Pechino 2022 è stato 8º nella gara a squadre e non ha completato lo slalom gigante; ai Mondiali di Courchevel/Méribel 2023 si è classificato 14º nello slalom gigante e 8º nel parallelo e a quelli di Saalbach-Hinterglemm 2025 si è piazzato 9º nello slalom gigante.

## Palmarès

### Mondiali
- 1 medaglia
  - 1 argento (slalom gigante a Cortina d'Ampezzo 2021)

### Coppa del Mondo
- Miglior piazzamento in classifica generale: 27º nel 2022
- 2 podi (in slalom gigante):
  - 1 secondo posto
  - 1 terzo posto

### Coppa Europa
- Miglior piazzamento in classifica generale: 7º nel 2012
- 4 podi:
  - 1 vittoria
  - 1 secondo posto
  - 2 terzi posti

#### Coppa Europa - vittorie
| Data         | Località | Paese   | Specialità |
| ------------ | -------- | ------- | ---------- |
| 3 marzo 2013 | Soldeu   | Andorra | GS         |

Legenda:

GS = slalom gigante

### Nor-Am Cup
- Miglior piazzamento in classifica generale: 39º nel 2014
- 2 podi:
  - 2 secondi posti

### South American Cup
- Miglior piazzamento in classifica generale: 26º nel 2012
- 2 podi:
  - 2 vittorie

#### South American Cup - vittorie
| Data              | Località     | Paese     | Specialità |
| ----------------- | ------------ | --------- | ---------- |
| 14 settembre 2011 | Cerro Castor | Argentina | GS         |
| 10 settembre 2024 | Cerro Castor | Argentina | GS         |

Legenda:

GS = slalom gigante

### Campionati italiani
- 4 medaglie[1]:
  - 1 oro (slalom gigante nel 2024)
  - 2 argenti (slalom gigante nel 2016; slalom gigante nel 2021)
  - 1 bronzo (supergigante nel 2016)